# جلان فيتزباتريك
جلان فيتزباتريك (بالإنجليزية: Glen Fitzpatrick)‏ (26 يناير 1981 في جمهورية أيرلندا - ) هو لاعب كرة قدم أيرلندي في مركز الهجوم. لعب مع باتريك أتلتيك ودرودا يونايتد وغلينافون ونادي شامروك روفرز ونادي شيلبورن ونادي كلية جامعة دبلن وأثلون تاون ‏.

## وصلات خارجية
- جلان فيتزباتريك على موقع قاعدة بيانات كرة القدم.إي يو (الإنجليزية)